# Willapa (rivière)
La Willapa est une rivière américaine d'une longueur de 32 km qui coule dans l'État de Washington. Elle se jette dans la baie de Willapa au nord de l'embouchure du fleuve Columbia.

## Source de la traduction
- (en) Cet article est partiellement ou en totalité issu de l’article de Wikipédia en anglais intitulé « Willapa River » (voir la liste des auteurs).